# Pierre Jouffroy
Pour les articles homonymes, voir Jouffroy.
Pierre Jouffroy est né le 21 septembre 1912 à Voujeaucourt, il est le 13e enfant (sur 14) d'une famille de menuisiers-charpentiers originaire de la vallée de la Loue
.

## Biographie
Son grand-père François accompagnait Gustave Courbet « sur le motif » en lui portant son matériel. Attiré très jeune par la peinture, autodidacte, il expose dès 1931 au Salon des indépendants à Paris où il est très vite reconnu. Lauréat de plusieurs grands prix (dont le prix Eugène-Thirion en 1942 et celui de La Critique en 1944), ses œuvres sont acquises par de nombreux musées français et internationaux ainsi que de grands collectionneurs.
Un livre retraçant sa vie et son œuvre lui sera consacré, écrit par Michèle Haddad, préfacé par André Besson, sous le titre Pierre Jouffroy, la passion de la réalité au XXe siècle.
Lui-même amateur d'art et collectionneur, il deviendra un spécialiste reconnu de l'œuvre de Gustave Courbet et mènera de front sa carrière artistique et la restauration du Château de Belvoir de 1955 à 2000, date de sa disparition. Il sera également un ardent défenseur du patrimoine, tant civil que religieux, noble ou paysan, urbain ou campagnard.
Le château abrite, outre les œuvres du peintre, une collection de meubles tableaux anciens et d'objets d'art.
Pierre Jouffroy est décédé à Belvoir le 11 octobre 2000; selon sa volonté il a été inhumé au cimetière de Voujeaucourt.

## Œuvres
- Gray (Haute-Saône), musée Baron-Martin : Nature morte aux pommes et au sabot, huile sur toile, 100 × 81 cm.